# 钱志澄
钱志澄（?—?），浙江嘉兴人，清朝政治人物。廪贡出身。
光緒七年五月，接替徐景福。擔任江蘇荆溪縣知縣。后由周嗣源接任。钱志澄曾于1884年接替莫葆辰任青浦县知县一职，1894年由李前伴接任。